# 猩紅閃光美洲鱥
猩紅閃光美洲鱥（学名：Luxilus coccogenis）为輻鰭魚綱鯉形目雅羅魚科的其中一種。分布於北美洲美國中部的田納西河、新河及Santee河流域，體長可達14公分，壽命約2至4年，棲息在水質清澈具岩石底質的急流，繁殖期再5至6月，可能會築巢產卵，以水生昆蟲等為食。

## 外部連結
- 猩紅閃光美洲鱥的圖片 （页面存档备份，存于）

## 扩展阅读
維基物種上的相關：猩紅閃光美洲鱥
1. ↑  NatureServe. . The IUCN Red List of Threatened Species. 2013, 2013: e.T202137A18233877. doi:10.2305/IUCN.UK.2013-1.RLTS.T202137A18233877.en.